# Witold Jabłoński (podoficer)
Witold Jabłoński (ur. 20 września 1887 w Sosnowcu, zm. 17 lipca 1916 w Boguminie) – sierżant Legionów Polskich, działacz niepodległościowy, kawaler Orderu Virtuti Militari.

## Życiorys
Urodził się 20 września 1887 w Sosnowcu, w ówczesnym powiecie będzińskim guberni piotrkowskiej, w rodzinie Antoniego i Emilii z Szczepańskich. Miał siostrę Zofię, po mężu Święcicką. Uczęszczał do Sosnowieckiej Szkoły Realnej. W 1905 wziął czynny udział w strajku szkolnym, za co został uwięziony, a następstwie wydalony ze szkoły (w trakcie kształcenia w 6 klasie). Wyjechał do Belgii, gdzie rozpoczął studia techniczne na politechnice w Leodium. Powrócił po trzech latach i został wcielony do armii rosyjskiej.
19 kwietnia 1915 wstąpił do Legionów Polskich z przydziałem do I oddziału karabinów maszynowych 6 pułku piechoty. 5 lipca 1916 został ciężko ranny pociskiem szrapnela w czasie walk pod Studzienicą, po czym przewieziono go (11 lipca) do szpitala rezerwowego w Boguminie, w którym zmarł 17 lipca 1916. Był kawalerem, dzieci nie miał.
30 listopada 1921 kapitan Franciszek Matuszczak we wniosku na odznaczenie Orderem Virtuti Militari napisał:

I. W bitwie pod Kuklami dnia 24 X 1915 r. jako celowniczy pierwszego karabinu maszynowego I OKM 6 pp, przydzielony na lewe skrzydło do 2 komp. 6 pp Leg. mimo silnego ognia piechoty i km rosyjskich, kiedy właśni piechurzy nie mogli ruszyć do szturmu, bardzo skutecznym ogniem zmusza km rosyjskie do milczenia i umożliwił natychmiastowy szturm własnego baonu i zwycięstwo (mianowany za to sierżantem, otrzymał austriacki srebrny medal waleczności II klasy.

II. W bitwie pod Studzienicą w lipcu 1916 r. jako celowniczy tego samego karabinu i oddziału, będąc z km na odcinku I baonu 6 pp, mimo silnego ognia artylerii rosyjskiej, zwłaszcza na jego km skierowanego, wytrwał na stanowisku, ogniem swym rozbił poruszających się w kilku falach Moskali i umożliwił półbatalionowi bawarskiemu przeciwuderzenie. Ranny kulą szrapnelową w oko, wytrwał tak długo, dopóki nie osłabł. Przewieziony do szpitala w Theresienstadt zmarł z rany.

## Ordery i odznaczenia
Polskie ordery i odznaczenia zostały nadane pośmiertnie.
- Krzyż Srebrny Orderu Wojskowego Virtuti Militari nr 6384 – 17 maja 1922[11][1]
- Krzyż Niepodległości – 6 czerwca 1931 „za pracę w dziele odzyskania niepodległości”[12][13][14]
- Krzyż Walecznych czterokrotnie nr 49689[1][15][2]
- Srebrny Medal Waleczności 1 klasy[16][17]